# Eumetopiella varipes
Eumetopiella varipes är en tvåvingeart som först beskrevs av Friedrich Hermann Loew 1866.  Eumetopiella varipes ingår i släktet Eumetopiella och familjen fläckflugor. Inga underarter finns listade i Catalogue of Life.